# Trachylepis vittata
Trachylepis vittata este o specie de șopârle din genul Trachylepis, familia Scincidae, descrisă de Olivier 1804. A fost clasificată de IUCN ca specie cu risc scăzut. Conform Catalogue of Life specia Trachylepis vittata nu are subspecii cunoscute.

## Galerie

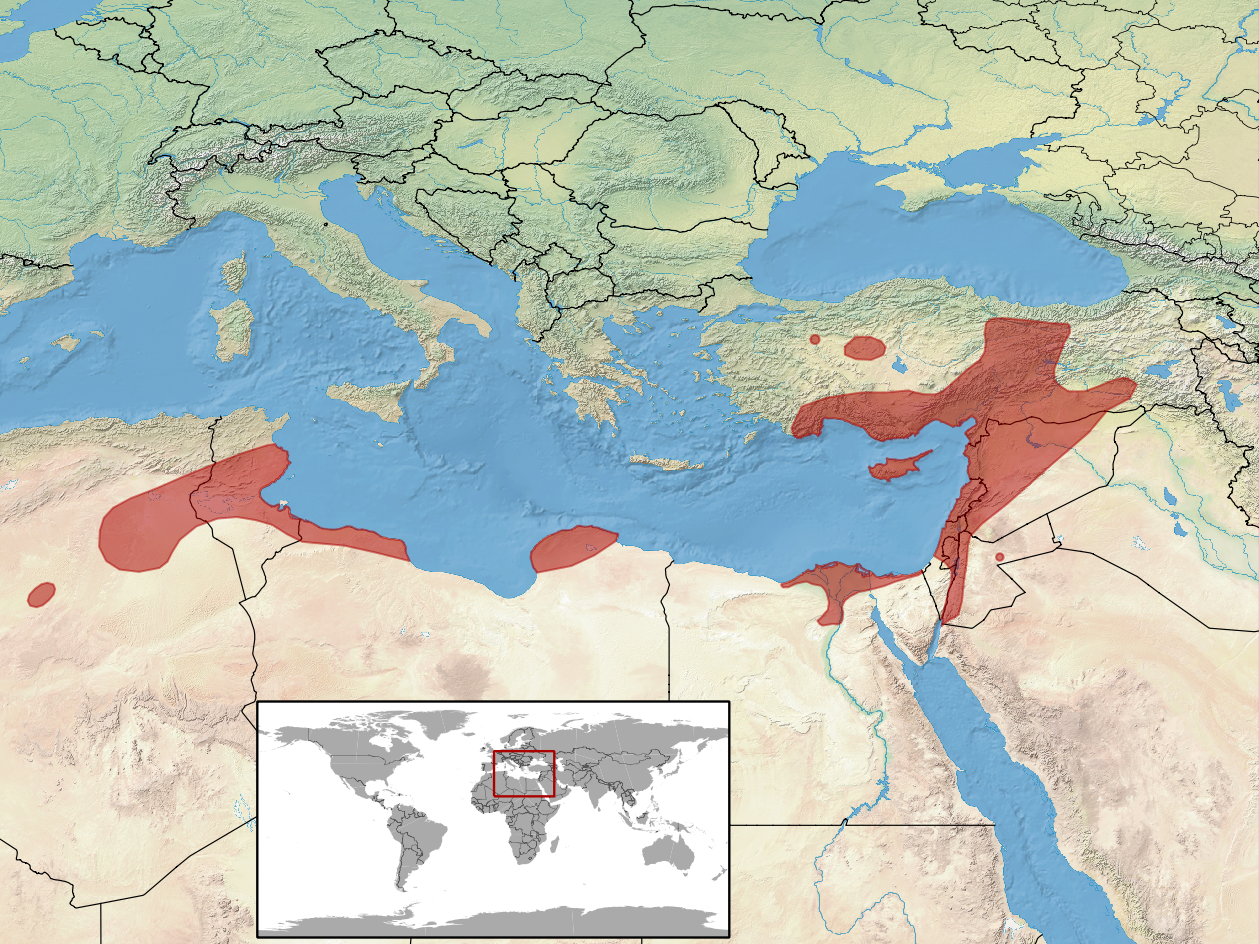
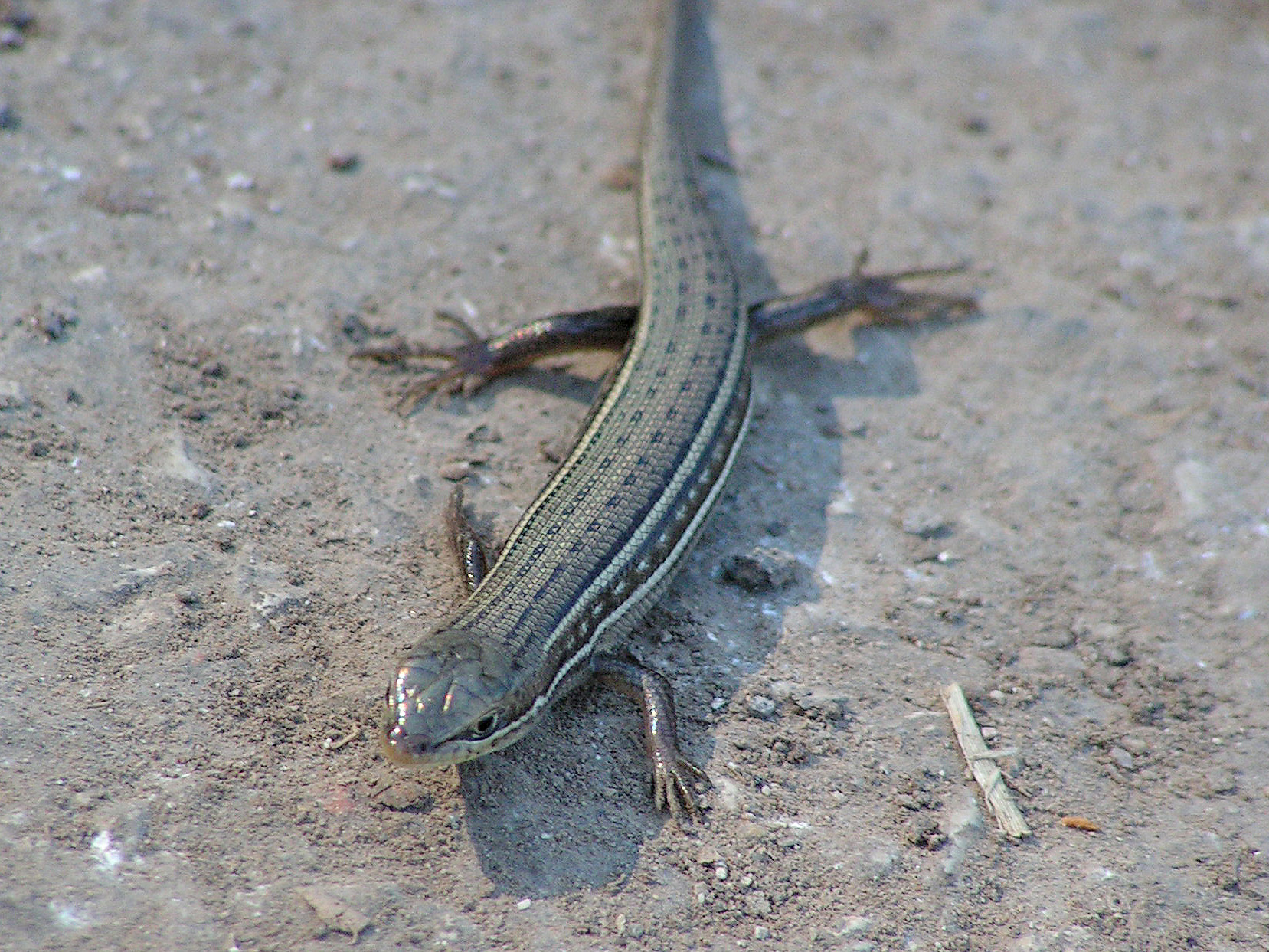